# Fresnay-le-Comte
Fresnay-le-Comte é uma comuna francesa na região administrativa do Centro, no departamento Eure-et-Loir. Estende-se por uma área de 8,32 km². Em 2010 a comuna tinha 320 habitantes (densidade: 38,5 hab./km²).